# Clubiona luapalana
Clubiona luapalana är en spindelart som beskrevs av Louis Giltay 1935. Clubiona luapalana ingår i släktet Clubiona och familjen säckspindlar.
Artens utbredningsområde är Kongo. Inga underarter finns listade i Catalogue of Life.